# 柯隆
柯 隆（か りゅう、英語：Ke Long、1963年10月 - ）は、中華人民共和国出身のエコノミスト。学位は修士（経済学）（名古屋大学・1994年）。公益財団法人東京財団政策研究所主席研究員、静岡県立大学グローバル地域センター特任教授、広島経済大学経済学部特別客員教授、株式会社富士通総研経済研究所客員研究員。
株式会社長銀総合研究所国際調査部研究員、株式会社富士通総研経済研究所主席研究員などを歴任した。

## 来歴
中華人民共和国の江蘇省南京市にて生まれ育つ。1986年に金陵科技学院日本語学科を卒業し、1988年に日本に渡る。愛知大学法経学部を経て、名古屋大学大学院経済学研究科修士課程修了。1994年、長銀総合研究所入社。国際調査部などでエコノミストとして活動した後、1998年、富士通総研入社。同社の経済研究所にて主任研究員、上席主任研究員、2007年より富士通総研経済研究所主席研究員を務める。2018年、東京財団政策研究所主席研究員、富士通総研経済研究所客員研究員。
社外では、2000年から2009年にかけて、大蔵省（のちの財務省）にて外国為替審議会の委員を務めた。大蔵省（財務省）の施設等機関のひとつである財務総合政策研究所では、中国研究会の委員を務めた。また、2001年から2002年にかけて、日本貿易振興機構にてアジア経済研究所の業績評価委員会の委員を務めた。2011年からは、国際経済交流財団にて『Japan spotlight』の編集委員を務めている。
教育研究機関では、浙江大学客員教授（1999年 - 2005年）、慶應義塾大学グローバルセキュリティ研究所客員研究員（2001年 - 2005年）を務めた。2012年からは広島経済大学特別客員教授および静岡県立大学グローバル地域センター特任教授を務める。

## 人物
日本語や英語に堪能であり、日本語検定1級、ケンブリッジ大学ESOL試験などの資格を持つ。2018年、樫山奨学財団より樫山純三賞が授与された。

## 略歴
- 1963年 - 江蘇省南京市にて誕生[2]。
- 1986年 - 金陵科技学院（中国語版）日本語学科卒業[2]。
- 1992年 - 愛知大学法経学部卒業[2][3][4]。
- 1994年 - 名古屋大学大学院経済学研究科修士課程修了[2][3][4]。
- 1994年 - 長銀総合研究所国際調査部研究員[2][3][5]。
- 1998年 - 富士通総研経済研究所主任研究員[2][5]。
- 1999年 - 浙江大学客員教授[5]。
- 2000年 - 大蔵省外国為替審議会委員[2]。
- 2000年 - 財務総合政策研究所中国研究会委員[2]。
- 2001年 - 財務省外国為替審議会委員[2]。
- 2001年 - 慶應義塾大学グローバルセキュリティ研究所客員研究員[5]。
- 2001年 - 日本貿易振興機構アジア経済研究所業績評価委員会委員[2]。
- 2005年 - 富士通総研経済研究所上席主任研究員[2]。
- 2007年 - 富士通総研経済研究所主席研究員[2]。
- 2011年 - 国際経済交流財団Japan spotlight編集委員[6]。
- 2012年 - 広島経済大学経済学部特別客員教授[5]。
- 2012年 - 静岡県立大学グローバル地域センター特任教授[5]。
- 2018年 - 東京財団政策研究所主席研究員[5]。
- 2018年 - 富士通総研経済研究所客員研究員[5]。

## 賞歴
- 2018年 - 樫山純三賞[12]。

## 出演
- 日経新聞を読んで（ラジオNIKKEI 月1回）
- プライムニュース(BSフジテレビ)
- 深層NEWS

## 主な著書
- 『チャイナクライシスへの警鐘 2012年中国経済は減速する』日本実業出版社、2010年 9月
- 『2010年中国経済攻略のカギ』PHP研究所、2010年 1月
- 『華人経済師のみた中国の実力』日本経済新聞出版社、2009年 5月
- 『中国の不良債権問題』日本経済新聞出版社、2007年 9月
- 『中国の統治能力』慶應義塾大学出版会、2006年 9月
- 『中国に出るか座して淘汰を待つか！』中経出版、2002年 3月
- 『最新中国経済入門』東洋経済新報社
- 『爆買いと反日』時事通信社、2015年 11月